# 1285

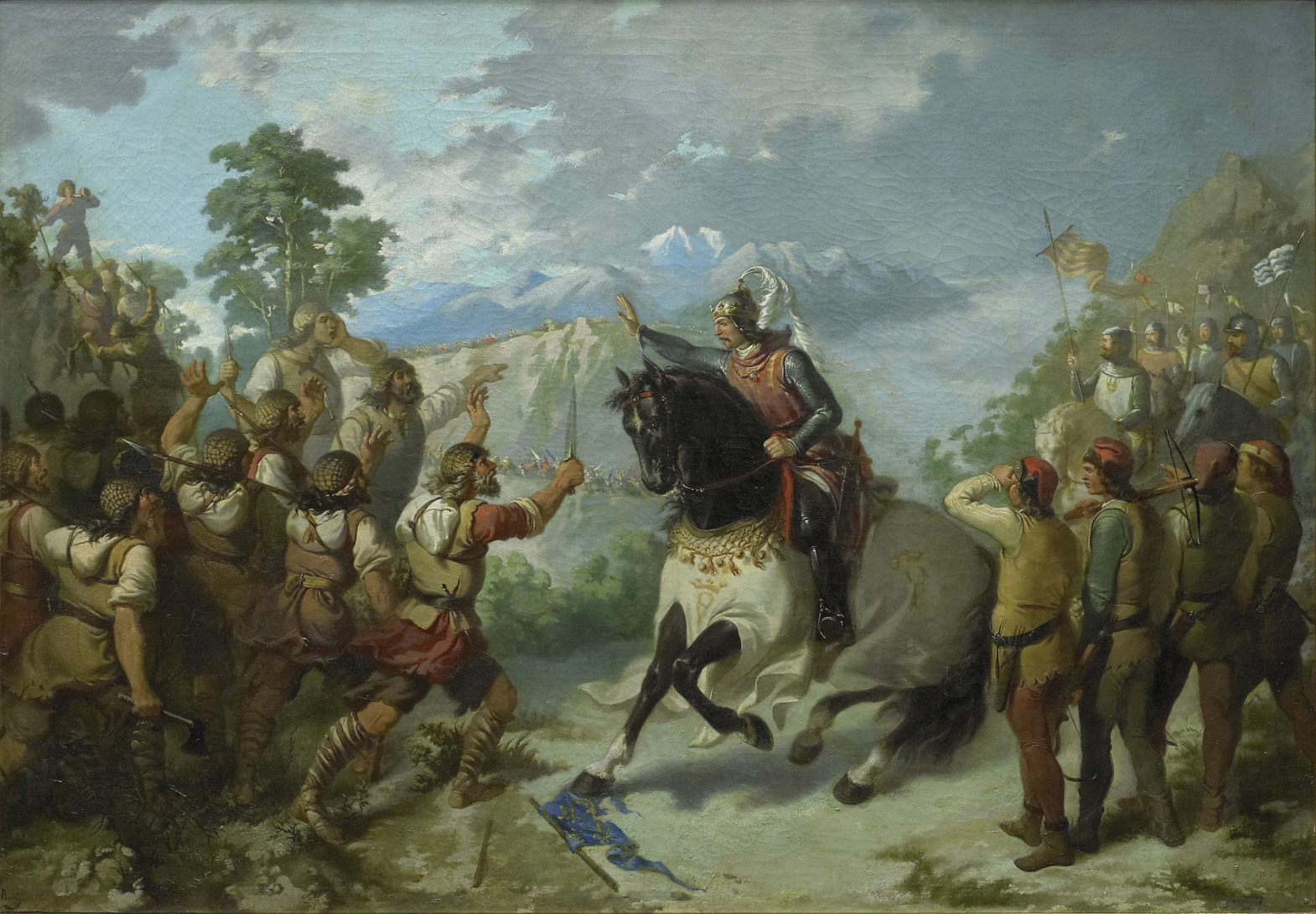
Slag bij Col de Panissars: Alfons III geeft opdracht de achtervolging op de stervende Filips III te staken

Het jaar 1285 is het 85e jaar in de 13e eeuw volgens de christelijke jaartelling.

## Gebeurtenissen
- 2 april - In Perugia wordt kardinaal Giacomo Savelli gekozen tot Paus Honorius IV.
- 1 november - Alexander III van Schotland trouwt met Yolande van Dreux.

zonder datum
- Aragonese Kruistocht: Filips III van Frankrijk verovert Gerona en laat zich daar tot koning van Aragon kronen. De Franse vloot wordt echter vernietigd door admiraal Roger van Lauria in de Slag bij Les Formigues. Het Franse leger wordt getroffen door een dysenterie-epidemie en wordt beslissend verslagen in de Slag bij Col de Panissars.
- Alfons III van Aragon gaat de oorlog aan tegen zijn oom Jacobus II van Majorca en begint de verovering van diens grondgebied.
- Sultan Qalaun neemt de kruisvaardersburcht Marqab in.
- Op last van graaf Floris V van Holland wordt in Hoppenesse (bij Vreeswijk) de Dam bij het Klaphek aangelegd die de Hollandse IJssel afsluit van de Lek.
- De oudste nog bestaande gesigneerde luidklok van Nederland wordt gesmeed en geluid in de eerste kerk van Hekelingen. De bel bevindt zich vanaf 1916 in het Rijksmuseum te Amsterdam.
- oudst bekende vermelding: Rēzekne

## Kunst en literatuur
- Arnolfo di Lapo vormt het baldakijn van Sint-Paulus buiten de Muren
- Jacob van Maerlant begint te schrijven aan zijn Spiegel Historiael. (jaartal bij benadering)

## Opvolging
- patriarch van Antiochië (Grieks) - Theodosius V opgevolgd door Arsenius
- Aragon en Valencia - Peter III opgevolgd door zijn zoon Alfons III
- Cyprus en Jeruzalem - Jan I opgevolgd door zijn broer Hendrik II
- Dominicanen (magister-generaal) - Munio de Zamora als opvolger van Giovanni da Vercelli
- Frankrijk - Filips III opgevolgd door zijn zoon Filips IV
- Landsberg - Diederik opgevolgd door zijn zoon Frederik Tuta
- Litouwen - Daumantas opgevolgd door Butigeidis
- Napels - Karel I opgevolgd door zijn zoon Karel II
- paus (2 april) - Martinus IV opgevolgd door zijn achterneef Giacomo Savelli als Honorius IV
- Savoye - Filips I opgevolgd door zijn neef Amadeus V
- Sicilië - Peter III van Aragon opgevolgd door zijn zoon Jacobus II
- Trebizonde - Theodora Megale Komnene opgevolgd door haar halfbroer Johannes II Megas Komnenos

## Afbeeldingen

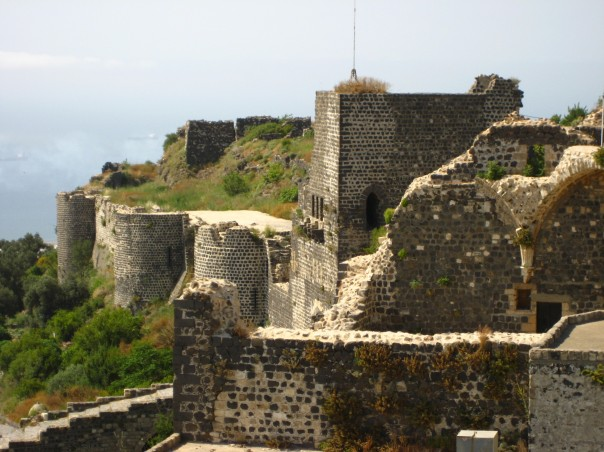
De burcht van Al Marqab
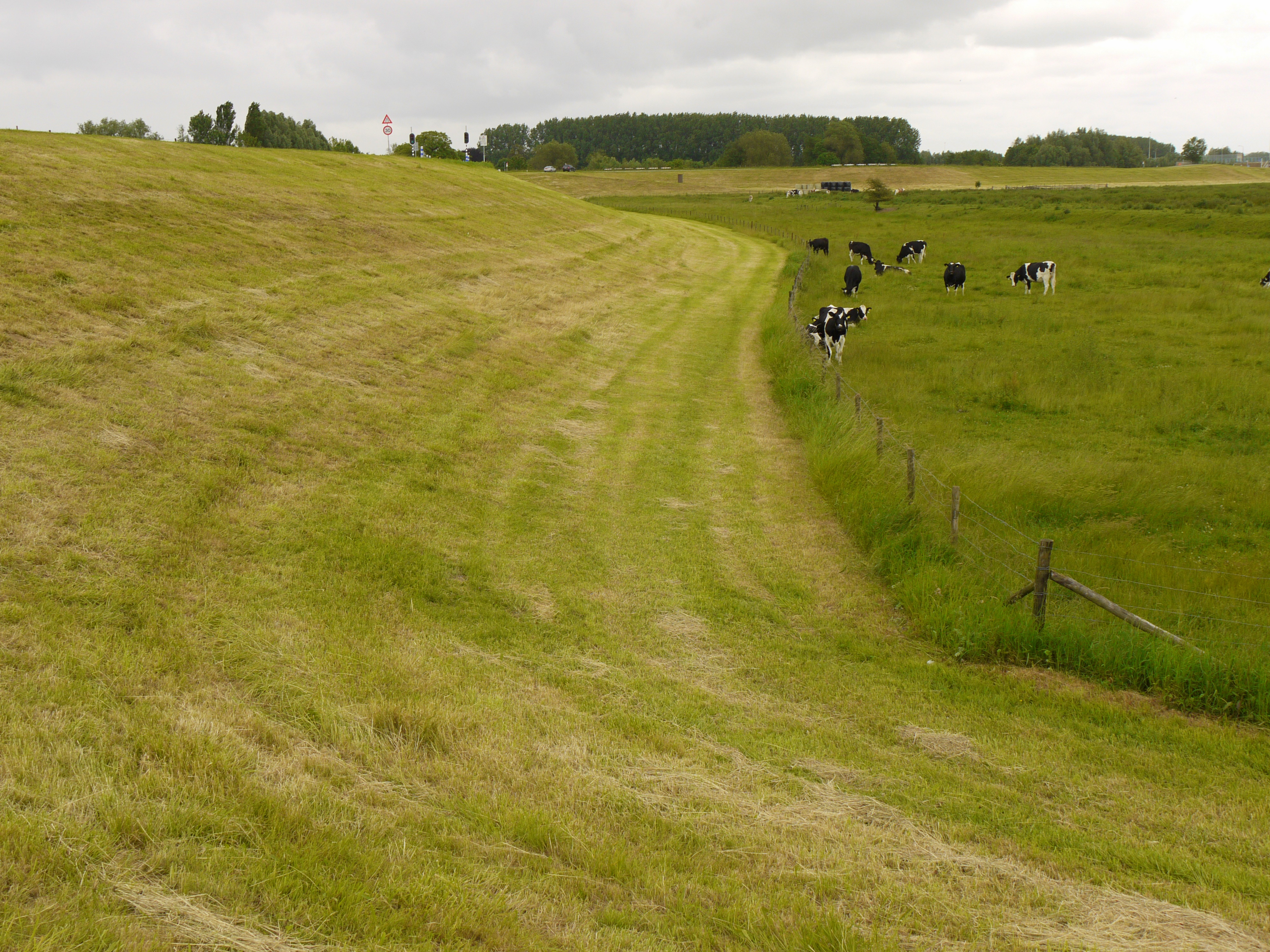
Dam bij het Klaphek
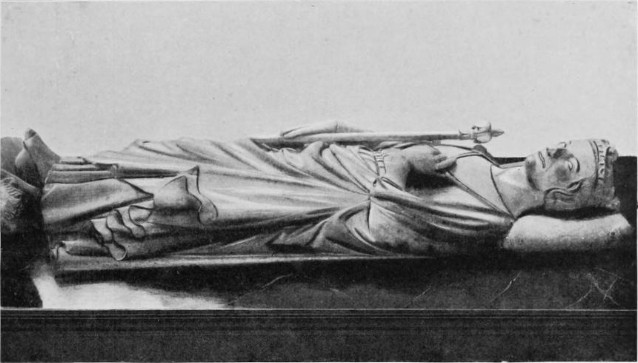
Grafafbeelding van Filips III

## Geboren
- 9 maart - Go-Nijo, keizer van Japan (1301-1308)
- 6 december - Ferdinand IV, koning van Castilië (1295-1312)
- Gerhard Chorus, Duits bestuurder (jaartal bij benadering)
- Marco Corner, doge van Venetië (1365-1368) (jaartal bij benadering)
- Stefan Uroš III Dečanski, koning van Servië (1321-1331) (jaartal bij benadering)
- Boudewijn van Dudzele, middeleeuws ridder en houder van heerlijkheden en lenen (datum onbekend)

## Overleden
- 7 januari - Karel van Anjou (57), koning van Sicilië en Napels (1266-1282/1285)
- 8 februari - Diederik van Landsberg (~42), Duits edelman
- 28 maart - Paus Martinus IV (~74), paus (1281-1285)
- 23 april - Hendrik III van Gelre, prinsbisschop van Luik (1247-1274)
- 20 mei - Jan I, koning van Cyprus en Jeruzalem (1284-1285)
- 3 juni - Willem I van Brederode, Hollands edelman
- 9 september - Cunigonde van Slavonië (~40), echtgenote van Ottokar II van Bohemen
- 3 juli - Margaretha van Dampierre (~33), echtgenote van Jan I van Brabant
- 30 juli - Johan I (~36), mede-hertog van Saksen
- 15 augustus - Filips I, graaf van Savoye
- 23 augustus - Filippo Benizzi (52), Italiaans monasticist
- 5 oktober - Filips III (40), koning van Frankrijk (1270-1285)
- 2 november - Peter III (~46), koning van Aragon (1276-1285) en Sicilië (1282-1285)
- Shihab al-Din al-Qarafi (~57), Egyptisch jurist
- Salih ben Sharif al-Rundi (~81), Andalusisch dichter
- Daumantas, grootvorst van Litouwen (1282-1285) (vermoedelijke jaartal)
- Christiaan III van Oldenburg (~40), Duits edelman (jaartal bij benadering)
- Francesca da Rimini, Italiaans edelvrouw (jaartal bij benadering)